# Karen Buck
Karen Patricia Buck, född 30 augusti 1958 i Castlederg i Nordirland, är en brittisk politiker (Labour). Hon var 1997–2010 ledamot av underhuset för Regent's Park and Kensington North och är sedan 2010 ledamot för Westminster North.
Buck har verkat som kommunpolitiker och innan hon valdes in i parlamentet.